# CopyTo
CopyTo (ранее CopyToDVD) — условно бесплатная утилита для записи CD, DVD и Blu-ray дисков.

## Возможности
- Создание ISO-образов оригинальных дисков или аудиопроектов.
- Запись фотографий, музыки и видео файлов.
- Интеграция с проводником Microsoft Windows.
- Резервное копирование.
- Голосовые уведомления.
- Поддержка практически всех устройств для записи оптических дисков.
- Интернациональная поддержка.
- Простой и удобный интерфейс.